# Gorodkov Hill
Gorodkov Hill (englisch; russisch Гора Городкова Gora Gorodkowa) ist ein 356 m hoher Hügel an der Küste des ostantarktischen Enderbylands. Er ist der größte der Gory Konovalova am Kopfende der Freeth Bay.
Luftaufnahmen entstanden 1957 im Rahmen der Australian National Antarctic Research Expeditions sowie 1962 bei einer sowjetischen Antarktisexpedition. Teilnehmer letzterer Forschungsreise benannten ihn nach dem Botaniker Boris Nikolajewitsch Gorodkow (1890–1953). Das Antarctic Names Committee of Australia übertrug diese Benennung ins Englische.